# ゲオルグ・サンデルス
ゲオルグ・サンデルス（ロシア語: Гео́ргий Фёдорович Са́ндерс、ロシア語ラテン翻字: Georg Sanders）は、ロシア出身のフィギュアスケート選手（男子シングル）。フィギュアスケート審判員。
1896年世界選手権銅メダリスト。

## 主な戦績
| 大会/年    | 1895-96 |
| ---------- | ------- |
| 世界選手権 | 3       |